# Zi Wei (cràter)
Zi Wei és un cràter d'impacte situat en la cara visible de la Lluna, a la zona nord de la Mare Imbrium. Es troba al nord-nord-est dels cràters Helicon i Le Verrier; al sud dels Montes Recti; i a l'est-sud-est del Promontorium Laplace. El grup de tres petits cràters al qual pertany (format pel mateix Zi Wei, Tai Wei i Tian Shi) es troba considerablement aïllat pel que fa a altres formacions lunars notables, a l'interior de la planicie de la mar lunar. Dos cràters satèl·lit del Promontorium Laplace, Laplace A i Laplace F, són els elements destacables més propers.

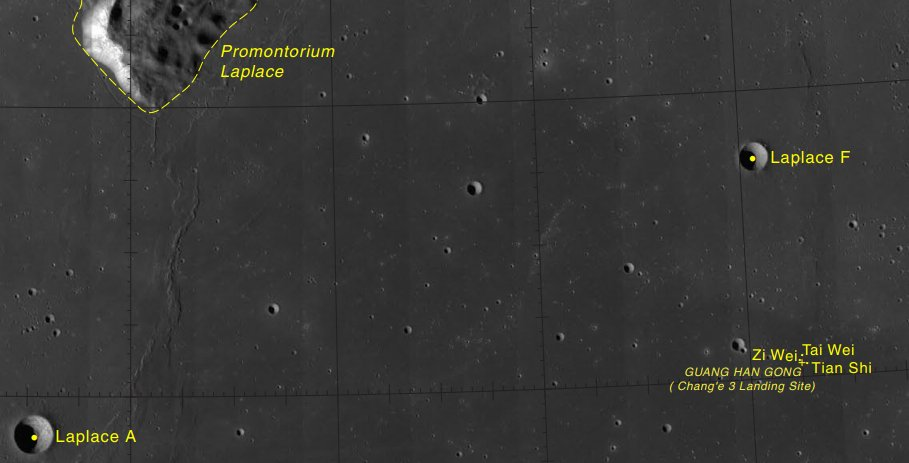
Localització de Zi Wei (quadrant inferior dret de la imatge)

Molt similar als altres dos cràters amb el qual està agrupat, posseeix un contorn gairebé circular, esquitxat de petits impactes. La seva albedo és superior a la de la superfície basàltica del mar lunar circumdant. La Unió Astronòmica Internacional va aprovar oficialment el 5 d'octubre de 2015 la inclusió de quatre nous topònims en la cartografia lunar, relacionats amb el lloc d'allunatge de la sonda xinesa Chang'e 3: el punt on es troba la sonda, denominat Guang Han Gong i els tres cràters ja esmentats.

## Referències

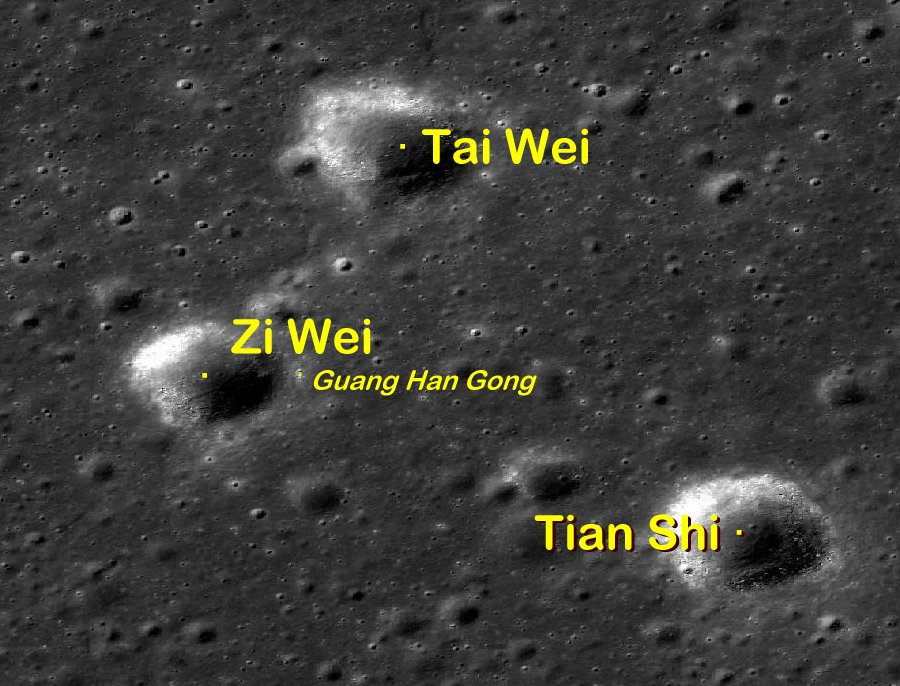
Entorn de Zi Wei (imatge LRO)

### Altres referències
- (WGPSN), IAU Working Group for Planetary System Nomenclature. «Gazetteer of Planetary Nomenclature. 1:1 Million-Scale Maps of the Moon» (en anglès).  UAI / USGS, 13-02-2013. [Consulta: 6 abril 2016].
- Andersson, L. E.; Whitaker, E. A.,. NASA Catalogue of Lunar Nomenclature (en anglès).  NASA RP-1097, 1982.
- Blue, Jennifer. «Gazetteer of Planetary Nomenclature» (en anglès).  USGS, 25-07-2007. [Consulta: 2 gener 2012].
- Bussey, B.; Spudis, P.. The Clementine Atlas of the Moon (en anglès).  Nueva York: Cambridge University Press, 2004. ISBN 0-521-81528-2.
- Cocks, Elijah E.; Cocks, Josiah C.. Who's Who on the Moon: A Biographical Dictionary of Lunar Nomenclature (en anglès).  Tudor Publishers, 1995. ISBN 0-936389-27-3.
- McDowell, Jonathan. «Lunar Nomenclature» (en anglès).   Jonathan's Space Report, 15-07-2007. [Consulta: 2 gener 2012].
- Menzel, D. H.; Minnaert, M.; Levin, B.; Dollfus, A.; Bell, B. «Report on Lunar Nomenclature by The Working Group of Commission 17 of the IAU» (en anglès). Space Science Reviews, 12, 1971, pàg. 136.
- Moore, Patrick. On the Moon (en anglès).  Sterling Publishing Co, 2001. ISBN 0-304-35469-4.
- Price, Fred W. The Moon Observer's Handbook (en anglès).  Cambridge University Press, 1988. ISBN 0521335000.
- Rükl, Antonín. Atlas of the Moon (en anglès).  Kalmbach Books, 1990. ISBN 0-913135-17-8.
- Webb, Rev. T. W.. Celestial Objects for Common Telescopes, 6ª edición revisada (en anglès).  Dover, 1962. ISBN 0-486-20917-2.
- Whitaker, Ewen A. Mapping and Naming the Moon (en anglès).  Cambridge University Press, 2003. 978-0-521-54414-6.
- Wlasuk, Peter T. Observing the Moon (en anglès).  Springer, 2000. ISBN 1-85233-193-3.